# Shawn Hernandez
Pour l’article homonyme, voir Hernandez.
Shawn Hernandez ou tout simplement Hernandez (né le 11 février 1973 à Houston) est un catcheur (lutteur professionnel) américain.
Il fut aussi Jobber pour la World Wrestling Federation entre 2000 et 2001. Il a commencé sa carrière en 1996.

## Carrière de catcheur professionnel
Il lutte  a la Ring of Honor pendant 2 ans puis il va a la TNA ou il remporte avec Matt Morgan le TNA Tag team champion.
Il a été champion par équipe avec Homicide (en tant que LAX).

### Combat solo (2009)
Homicide le "trahit" pour rejoindre la World Elite (WE).

### Total Nonstop Action Wrestling (2003-2010)
Hernandez a débuté en Total Nonstop Action Wrestling le 22 novembre 2003 dans un épisode de TNA Xplosion, perdant face à Shane Douglas. Il est retourné à la TNA le 16 juin 2004, comme un membre de « La garde d'élite ", un trio de mercenaires travaillant pour Jeff Jarrett après son premier king of the moutain match.  L'Elite de la Garde (Hernandez, Tchad Collyer et Onyx) rivalisait avec le 3Live Kru au cours des deux prochains mois. Le 14 juillet 2004, Jarrett, L'Elite de la Garde et Ken Shamrock ont perdu contre Dusty Rhodes, Larry Zbyszko et les Kru 3Live dans un combat de dix hommes d'équipe d'étiquette. La Garde Elite est resté avec la TNA jusqu'en septembre 2004, lorsque les trois lutteurs ont été libérés.
Après son départ de la TNA, Hernandez a travaillé sur le Texas circuit indépendant en 2005. Il resigne à la TNA en mars 2006. avec son partenaire homicide avec qui il forme l'équipe LAX. Ils battent AJ Styles et Christopher Daniels pour le NWA World Tag Team Championship. Ils perdent les titres contre AJ Styles et Christopher Daniels dans un ultimate X match mais les récupèrent à Bound for Glory dans un Xscape Match. Ils perdront leur titres contre la Team 3D. Ils remporte les Championnats par équipe de la TNA contre la TEAM 3D à Sacrifice. Ils perdent leur titre à Hard Justice face à Beer Money, Inc. Les LAX recherchent désespérément le titre, mais n'y arrivent pas. Mais a Final Resolution, Homicide gagne la mallette X Division tandis qu'Hernandez gagne la mallette World Heavyweight. Puis il gagne en janvier 2009 face à Sting, mais perd à la suite des interventions du The Main Event Mafia. Mais Mick Foley décide alors de redonner la mallette a Hernandez. Mais la British Invasion lui vole sa mallette, mais les LAX vole les mallettes Tag Team de la British Invasion et la cash a Lockdown où ils perdent contre The Motor City Machine Guns (Alex Shelley et Chris Sabin) dans un Three-way Tornado Tag Team Six Sides of Steel cage match qui comprenaient également No Limit (Tetsuya Naitō et Yujiro) et ne remportent pas les IWGP Junior Heavyweight Tag Team Championship. Hernandez se fait alors attaquer par la British Invasion et est inactif pendant 4 mois. Il fait son retour en aout 2009 et affronte Samoa Joe et gagne. La semaine suivante, il parvient à récupérer sa mallette World Heavyweight mais Homicide le trahit en l'attaquant car Hernandez avait refusé de rejoindre la World Elite. À  No Surrender, il cash sa mallette World mais rate son cash à la suite d'une intervention d'Eric Young. À Bound for Glory, il affronte Eric Young et Kevin Nash pour le titre des Legends de la TNA mais perd au profit d'Eric Young. Puis il fait souvent équipe avec Matt Morgan et avec lui, ils arrivent à gagner les TNA World Tag Team Championship lors de Genesis en battant The British Invasion (Magnus et Douglas Williams). Mais leur égo a quelques problèmes laissant le doute sur un heel turn de Morgan et lors de Against Oll Odds, ils conservent leur titres face aux Beer Money mais Morgan l'attaque après le match. Le jeudi suivant a IMPACT, Morgan lui porte un Bicycle Kick sur un poteau l'envoyant a l'hôpital.
Après ce match, Matt Morgan et le seul représentant des TNA World Tag Team Championship

### Retour à la Total Nonstop Action Wrestling (2011-2014)

#### Mexican America (2011-2012)

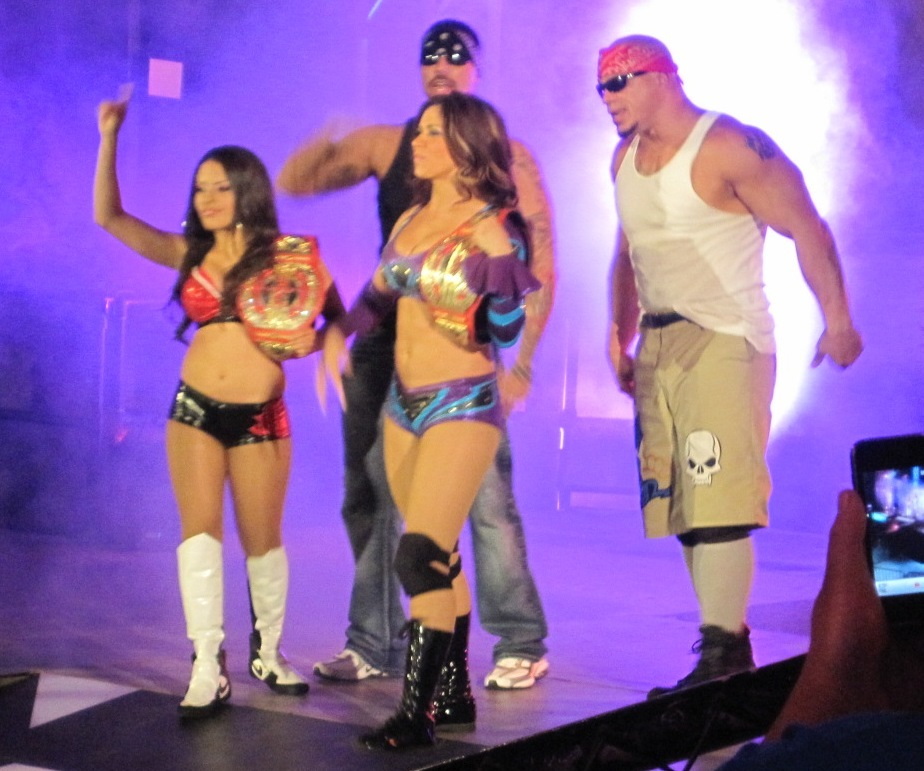
Mexican America

4 mois plus tard, en février 2011, il retourne à Impact! et effectue un Heel-Turn en attaquant avec une serviette en son ancien partenaire par équipe Matt Morgan qui lui a fait un face turn et rejoint le clan des Immortals. Il bat Douglas Williams lors d'Impact!. Lors de Victory Road, il bat Matt Morgan dans un First Blood Match. Lors d'iMPACT! suivant Victory Road, il annonce la formation d'un clan nommé Mexican America composé de lui, Anarquia et des championnes par équipes Sarita et Rosita. Lors d'Impact du 24 mars, Anarquia et lui battent Matt Morgan et Brother Devon dans un Street Fight Match. Le 7 avril, il bat avec Anarquia l'équipe formée de Brother Devon et Tommy Dreamer et le 14 avril à Impact! il bat avec D'Angelo Dinero et Jeff Jarrett l'équipe formée de Samoa Joe, Kurt Angle et Matt Morgan. Lors de Lockdown, il perd contre Matt Morgan et a Sacrifice (2011) avec Anarquia, ils gagnent face à Ink Inc. Le 9 juin à Impact Wrestling, ils battent aussi Alex Shelley et James Storm dans un match simple puis la semaine suivante, Hernandez perd face à Devon. Lors de l'Impact Wrestling du 14 juillet 2011, Hernandez et Anarquia battent The British Invasion (Douglas Williams et Magnus), avec l'aide de Rosita, pour devenir le numéro un en lice pour le Championnat TNA World Tag Team. Lors de Hardcore Justice le 7 août 2011, Hernandez et Anarquia perdent contre Beer Money, Inc. (James Storm et Bobby Roode) et ne remportent pas les TNA World Tag Team Championship. Lors d'Impact Wrestling du 18 août ils battent Beer Money, Inc. et remportent les TNA World Tag Team Championship après l'intervention des Jarrett (Karen & Jeff). À No Surrender le 11 septembre, ils ont défendu avec succès leur titre face à D'Angelo Dinero  et Devon après une intervention de Sarita et Rosita.Plus tard ce mois-ci, La Mexica América a commencé une feud avec Ink Inc, provenant de leur match à Sacrifice en mai, où Hernandez avait légitimement blessés Jesse Neal. Le 16 octobre, avant Bound for Glory, Mexica América a défendu avec succès le Championnat TNA World Tag Team contre Ink Inc. À Bound for Glory en octobre 2011, Anarquia, Hernandez et Sarita défait Ink Inc l 'Jesse Neal, Shannon Moore et Toxxin dans match par équipe de six personnes pour le Championnat TNA World Tag Team. Dans l'épisode suivant de l'Impact Wrestling, ils perdent les titres contre Matt Morgan et Crimson. Sur l'épisode suivant de l'Impact Wrestling, ils échouent pour récupérer les titres dans leur match revanche. Le 22 mars 2012, après trois mois d'absence, Arnaquia revient et perd avec Hernandez à Impact Wrestling dans un match pour les TNA World Tag Team Championship face à Magnus et Samoa Joe (les World Tag Team Champions).
Il fait son retour lors de Slammiversary et il bat Kid Kash, il effectue aussi un Face Turn. Lors de l'Impact Wrestling du 14 juin, il perd contre Devon et ne remporte pas le Championnat de la Télévision.

#### Alliance avec Chavo Guerrero, Inactivité et départ (2012-2014)
Lors de l'Impact Wrestling du 7 septembre, Chavo Guerrero et lui perdent contre Christopher Daniels et Kazarian et ne remportent pas les TNA Tag Team Championship. Lors de Bound for Glory, Chavo Guerrero et lui battent Christopher Daniels et Kazarian et A.J. Styles et Kurt Angle pour remporter les TNA World Tag Team Championship. Lors de Turning Point, Chavo Guerrero et lui battent Christopher Daniels et Kazarian et conservent leurs titres. Lors de Final Resolution, Chavo Guerrero et lui battent Joey Ryan et Matt Morgan par disqualification et conservent leurs titres. Lors de Genesis, Chavo Guerrero et lui battent Joey Ryan et Matt Morgan et conserve leurs titres. Ils perdent leur titre le 7 février contre Austin Aries et Bobby Roode. Lors de Lockdown, Chavo Guerrero et lui perdent contre Austin Aries et Bobby Roode dans un match qui comprenait également Bad Influence (Christopher Daniels et Kazarian) et ne remportent pas les TNA World Tag Team Championship. Lors du 454e IMPACT Wrestling, Chavo Guerrero et lui perdent contre Austin Aries et Bobby Roode et ne remportent pas les TNA World Tag Team Championship. Lors de Tag Team Tournament, Chavo Guerrero et lui battent Bad Influence (Christopher Daniels et Kazarian) lors du premier tour du Tag Team Tournament. Lors de la demi-finale, Chavo Guerrero et lui perdent contre Team 3D (Bully Ray et Devon). Lors du 457e IMPACT Wrestling, lui et Chavo Guerrero battent Austin Aries et Bobby Roode et gagnent le TNA World Tag Team Championship pour la deuxième fois dans un Best Two Out Of Three Falls Match. Lors de l'IMPACT Wrestling du 25 avril, Chavo Guerrero et lui battent Austin Aries et Bobby Roode et conserve leurs titres. Lors de One Night Only: Joker's Wild 2013, Alex Silva et lui perdent contre Devon et DOC lors du premier tour du Joker Wild Tournament. Lors de Slammiversary, ils perdent leur titres contre James Storm et Gunner dans un 4-Way tag teams Elimination Match qui comprenait aussi Bad Influence et Austin Aries et Bobby Roode. Le 13 juin à Impact Wrestling, Hulk Hogan annonce le retour des Bound for Glory Series qui mènera le nouveau aspirant no 1 au titre du Championnat du Monde de la TNA au main event de Bound for Glory et le même soir, il bat Chavo Guerrero pour se qualifier. Durant l'épisode d'Impact Wrestling du 20 juin, Hernandez affronte Christopher Daniels pour son premier BFG Series match mais ne remporte pas le match ainsi que lors d'un live event, Hernandez perd aussi contre Magnus. Lors d'Impact Wrestling du 1er août, il perd contre Bobby Roode dans un BFG series match.
L'équipe prend fin quand Chavo Guerrero se fait renvoyer de la TNA et depuis il est inactif.
Il quitte la TNA le 12 mai 2014.

### Asistencia Asesoría y Administración (2006; 2010; 2016)
Début 2010, la TNA l'envoie catcher au Mexique dans la fédération AAA, pour améliorer ses techniques de combats, son espagnol et lui créer une réputation dans ce pays.
Le 30 juillet 2016, lui, El Mesías et Johnny Mundo battent El Hijo del Fantasma, El Texano Jr. et Pentagón Jr..

### Lucha Underground (2015-2016)
Il fait ses débuts à la Lucha Undeground en attaquant Cage pour permettre à Prince Puma de conserver le Lucha Underground Championship. La semaine suivante, il accompagne Prince Puma dans son match contre King Cuerno. Le 15 avril 2015, il perd avec Johnny Mundo et Prince Puma contre Cage, Texano et King Cuerno dans un match pour le Trios Championship Tournament. Le 29 avril, il bat Cage et King Cuerno dans un Three Way Match et devient challenger numéro 1 au Lucha Underground Championship. Le même soir, il attaque Drago pendant son match contre Prince Puma ce qui permet à Puma de conserver le Lucha Underground Championship. Puma désapprouve cette action.
Le 8 juillet il participe à un Atomicos match, en faisant équipe avec Johnny Mundo, Super Fly et Jack Evans en battant Alberto El Patrón, Sexy Star, Aero Star et Drago.
Lors de la première nuit de Ultima Lucha, il perd contre Drago dans un Believers Backlash Lumberjacks With Straps Match.
Le 13 juin 2018 lors de Lucha Underground saison 4 épisode 1, il perd au cours d'un Modern Warfare match contre Pentagón Jr. et ne remporte pas le Lucha Underground Title, ce match impliquait aussi Chavo Guerrero, Daga, Dragon Azteca Jr., Fénix, Tommy Dreamer ,Jeremiah Crane, Joey Ryan, Johnny Mundo, Killshot, King Cuerno,Mariposa, Marty Martinez, Mil Muertes, Mr. Pectacular, Ricky Mundo, Son Of Havoc, The Mack et Vinny Massaro.
Le 5 septembre, il perd contre Pentagon Dark. Le 18 octobre, il perd une bataille royale à sept participants au profit de Jake Strong incluant Big Bad Steve, Ricky Mundo, King Cuerno, Aerostar et Dante Fox.

### Retour à la Total Nonstop Action (2015)

#### Retour à la TNA, The Beat Down Clan et départ (2015)
Il fait son retour le 24 juin en attaquant The Rising et en se révélant être le nouveau membre de The Beat Down Clan.

### Retour à Impact Wrestling (2018)

#### The OGz (2018)
Le 5 juillet 2018 à Impact, il fait son retour avec Homicide aux côtés de King en attaquant Konnan, Santana et Ortiz, les trois hommes forment un nouveau groupe qu'ils nomment OG'Z. Le 12 juillet à Impact, lui et Homicide battent deux jobbers. Après le match, leur manager, King défi Ortiz et Santana d'affronter Homicide et Hernandez pour Slammiversary dans un 5150 Street Fight.
Lors de Slammiversary, lui et Homicide perdent contre The Latin American Xchange au cours d'un 5150 Street Fight et ne remportent pas les titres par équipe de Impact, après le match, ils volent les titres par équipe.
Le 2 août à Impact, Homicide et Hernandez battent rapidement deux compétiteurs locaux. Après le match, King insulte LAX, Santana & Ortiz attaquent alors King, Homicide et Hernandez. Santana & Ortiz tentèrent de frapper Hernandez avec une hache mais les deux équipes seront séparés par la sécurité. Le 16 août à Impact, Homicide, Hernandez et King sont tabassés au cours d'un combat de rue contre LAX après un long et intense combat.
Le 23 août, les membres de The OG'z renversent en voiture un enfant qui accompagnait LAX en tentant de renverser Konnan.
Le 20 septembre à Impact, King bat Kronus en quelques secondes à la suite d'un Cutter de la part de Homicide sur Kronus avant le match. Suivant le match, King insulte LAX au micro. Lors de Bound for Glory 2018, King, Hernandez & Homicide perdent contre LAX au cours d'un Concrete Jungle Death match.    
Le 25 octobre à Impact, King, lui et Homicide attaquent Fénix. Ils seront cependant repoussés par Pentagón Jr.. Le 1er novembre à Impact, Homicide perd contre Pentagón Jr. Après le match, Pentagon et Fénix sont attaqués par The OGz. Le 8 novembre à Impact, lui et Homicide perdent contre les Lucha Brothers.  

### Retour à Impact Wrestling (2020-2022)

#### Retour et diverses rivalités (2020-2022)
Il fait son retour le 31 mars, lors du TNA One Night Only en battant Chase Stevens. Le 14 avril à IMPACT, il bat Rohit Raju.

## Palmarès
- European Wrestling Promotion
  - 1 fois EWP World Heavyweight Champion
- Extreme Texas Wrestling
  - 1 fois ETW Texas Champion[30]
- Federacion Internacional de Lucha Libre
  - 1 fois FILL Heavyweight Champion
- Full Effect Wrestling
  - 1 fois FEW Heavyweight Champion[31]
- Full Global Alliance Wrestling
  - 1 fois FGA Heavyweight Champion
- International Wrestling Association
  - 1 fois IWA World Tag Team Champion avec Homicide
- Jersey All Pro Wrestling
  - 1 fois JAPW Tag Team Champion avec Homicide[32]
- NWA Florida
  - 1 fois NWA National Heavyweight Champion[30]
- NWA Southwest
  - 3 fois NWA Texas Heavyweight Champion[30]
- NWA Wildside
  - 1 fois NWA North American Heavyweight Champion[réf. nécessaire]
  - 1 fois NWA Wildside Heavyweight Champion[30]
- River City Wrestling
  - 1 fois RCW Heavyweight Champion[33]
  - 4 fois RCW Tag Team Champion avec Ryan Genesis (1), Michael Faith (1), Joey Spector (1) et Homicide (1)
- Texas All Star Wrestling
  - 1 fois TASW Heavyweight Champion[30]
  - 1 fois TASW Tag Team Championship avec Ministuff[31]
  - 1 fois TASW Hardcore Champion[30]
- Texas Wrestling Entertainment
  - 1 fois TWE Heavyweight Champion[31]
- Total Nonstop Action Wrestling
  - 2 fois NWA World Tag Team Championship avec Homicide[34]
  - 5 fois TNA World Tag Team Championship avec Homicide (1), Matt Morgan (1), Anarquia (1) et Chavo Guerrero (2)  [35]
  - Deuces Wild Tag Team Tournament (2008) avec Homicide
  - Feast Or Fired (2008 – TNA World Heavyweight Championship)
  - Match of the Year award (2006) avec Homicide contre A.J. Styles et Christopher Daniels à No Surrender[36]
- XCW Wrestling
  - 1 fois XCW Heavyweight Champion[31]
  - 1 fois XCW TNT Champion[31]

## Récompenses des magazines
- Pro Wrestling Illustrated

| Année | 2001 | 2002 | 2003 | 2004 | 2005 | 2006       | 2007 | 2008 | 2009 | 2010 | 2011 | 2012 | 2013 | 2014 | 2015 |
| ----- | ---- | ---- | ---- | ---- | ---- | ---------- | ---- | ---- | ---- | ---- | ---- | ---- | ---- | ---- | ---- |
| Rang  | 295  | 215  | 206  | 158  | 198  | Non classé | 106  | 72   | 66   | 71   | 55   | 87   | 57   | 191  | 243  |